# Jalikoppa, Sampgaon
Jalikoppa là một làng thuộc tehsil Sampgaon, huyện Belgaum, bang Karnataka, Ấn Độ.